# Гергиев, Валерий Абисалович
Вале́рий Абиса́лович Ге́ргиев (осет. Гергиты Абысалы фырт Валери; род. 2 мая 1953[…], Москва) — советский и российский дирижёр, художественный руководитель и генеральный директор Мариинского театра с 1988 года, генеральный директор Большого театра с 2023 года.
Герой Труда РФ (2013), народный артист РФ (1996), народный артист Украины (2004; лишён в 2024), заслуженный деятель Казахстана (2011), трёхкратный лауреат Государственной премии РФ (1993, 1998, 2016), премии Президента РФ (2002), премии Правительства РФ (2015). Артист ЮНЕСКО во имя мира (2003). Почётный консул Люксембурга в Санкт-Петербурге (2009—2022).
Главный дирижёр Мюнхенского филармонического оркестра (2015—2022) и Лондонского симфонического оркестра (2007—2015). Декан факультета искусств Санкт-Петербургского государственного университета. Председатель Всероссийского хорового общества.
Командой Навального и изданием Meduza утверждается, что Гергиев имеет гражданство Нидерландов. Летом 2022 года в ответе на запрос парламента министр иностранных дел страны отказался подтвердить эту информацию, однако не стал её опровергать.

## Биография
Валерий Гергиев родился 2 мая 1953 года в Москве в осетинской семье. Отец — Абисал Заурбекович Гергиев, мать — Тамара Тимофеевна Лагкуева, в семье которых помимо сына — две дочери: Лариса и Светлана. Вырос в Орджоникидзе (ныне Владикавказ), в Северной Осетии, где учился в музыкальном училище по классам фортепиано и дирижирования. В 1972 году поступил в Ленинградскую консерваторию в класс дирижирования Ильи Мусина, и ещё будучи студентом, в 1976 году победил на престижном международном конкурсе дирижёров Герберта фон Караяна в Берлине и в том же году одержал победу на Всесоюзном конкурсе дирижёров в Москве.

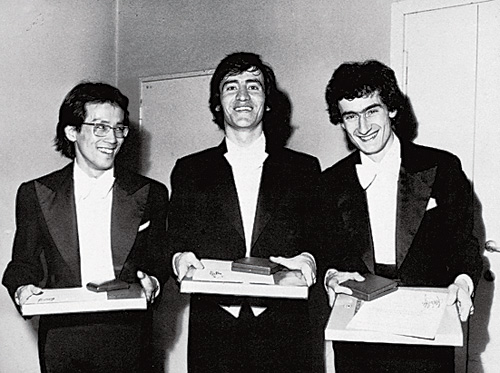
Валерий Гергиев (в центре) на конкурсе Караяна в Берлине, 1976

После окончания консерватории в 1977 году Гергиев был принят в Кировский театр в качестве ассистента главного дирижёра (этот пост занимал Юрий Темирканов) и уже в 1978 году впервые встал за пульт, продирижировав оперой Прокофьева «Война и мир». С 1981 по 1985 год Гергиев руководил Государственным симфоническим оркестром Армении, а в 1988 году, после ухода Темирканова в оркестр Ленинградской филармонии, занял место главного дирижёра Кировского театра.
В свой первый сезон на новом посту Гергиев провёл фестиваль, посвящённый операм М. П. Мусоргского. В дальнейшем тематические фестивали под управлением Гергиева стали традицией: так, в 1990 году прошёл фестиваль Чайковского, в 1991 году ― Прокофьева, в 1994 году ― Римского-Корсакова (все три были приурочены к юбилеям композиторов). Среди других масштабных проектов Гергиева ― первое после многолетнего перерыва исполнение в России тетралогии Вагнера «Кольцо Нибелунга», осуществлённое им в 2003 году. Годом ранее маэстро организовал и стал художественным руководителем Московского Пасхального фестиваля. В 2001 году при содействии Валерия Гергиева на русском кладбище Сент-Женевьев-де-Буа был открыт памятник на могиле Гайто Газданова — русского писателя-эмигранта, осетина по происхождению.
С начала 1990-х годов дирижёр часто выступает за границей. В 1992 году состоялся дебют Гергиева в Метрополитен-опера в опере Верди «Отелло», в дальнейшем он неоднократно выступал там как приглашённый дирижёр, а с 1995 по 2008 год он занимал место главного приглашённого дирижёра Роттердамского филармонического оркестра. С 2007 по 2015 год был главным дирижёром Лондонского симфонического оркестра. В 2015 году возглавил Мюнхенский филармонический оркестр.
Декан факультета искусств Санкт-Петербургского государственного университета (избран 27 апреля 2010 года Учёным советом СПбГУ), председатель Всероссийского хорового общества (избран 15 февраля 2013).
Совместно с оркестром Мариинского театра участвовал в церемонии закрытия зимних Олимпийских игр в Ванкувере (2010), церемонии открытия и закрытия зимней Олимпиады-2014 в Сочи.
Снялся в небольшой роли в фильме Александра Сокурова «Русский ковчег».
По утверждению «Российской газеты», Гергиева называют самым знаменитым осетином в мире.
Обширная дискография дирижёра включает оперные спектакли, симфонические и концертные произведения.
1 декабря 2023 года распоряжением председателя правительства Михаила Мишустина назначен генеральным директором Большого театра сроком на пять лет.

## Творчество

### Аудиозаписи
Осуществил записи произведений Белы Бартока, Александра Бородина, Иоганнеса Брамса, Рихарда Вагнера, Джузеппе Верди, Клода Дебюсси, Гаэтано Доницетти, Густава Малера (все симфонии), Модеста Мусоргского (все оперы за исключением «Саламбо» и «Женитьбы»), Сергея Прокофьева (все симфонии, все фортепианные и скрипичные концерты, ряд опер), Мориса Равеля, Сергея Рахманинова, Николая Римского-Корсакова, Игоря Стравинского, Петра Чайковского (все симфонии, за исключением «Манфреда» и реконструированной Седьмой, все балеты, ряд опер и симфонических произведений), Дмитрия Шостаковича (все концерты, все симфонии, опера «Нос»), Родиона Щедрина (ряд симфонических произведений и опер, премьеры некоторых из которых прошли под управлением Гергиева).

## Общественная позиция
21 августа 2008 года на площади в центре Цхинвала Валерий Гергиев с оркестром Мариинского театра выступили с концертом в память жертв среди мирного населения в российско-грузинской войне. Перед концертом он произнёс краткую речь на русском и английском языках, в которой описал трагизм ситуации и заявил о том, что в мире знают не всю правду о войне:
…Мировое сообщество говорит, что русские вошли в Грузию? Но никто не говорит, что тысячи людей заживо были погребены в спящем городе! Так что, бить из танков по детям — это доблесть мужчины-воина на Кавказе?! Это позор!Валерий Гергиев
6 февраля 2012 года был официально зарегистрирован как доверенное лицо кандидата в Президенты РФ и действующего премьер-министра Владимира Путина.
В марте 2014 года поддержал «возвращение Крыма в Российскую Федерацию». Подписал в поддержку позиции президента по Украине и Крыма. После подписания Гергиевым данного письма в руководстве Мюнхена и Мюнхенского филармонического оркестра возникли дискуссии о правомерности предоставления дирижёру возможности с 2015 года руководить городским филармоническим оркестром. 13 ноября 2017 года, находясь в Вашингтоне для участия к концерте «За единение», организованном посольством России в Вашингтонском кафедральном соборе (участие его и другого подписанта, Дениса Мацуева, было встречено протестами местных активистов), отказался от своей подписи, заявив журналисту «Голоса Америки», что «нет, не подписывал», хотя его подпись (под #97) по-прежнему стоит под письмом, опубликованном на сайте Министерства культуры.
5 мая 2016 года оркестр Мариинского театра под управлением Валерия Гергиева дал концерт в амфитеатре сирийской Пальмиры, занятой армией правительства Сирии при поддержке российских военных. Концерт был посвящён памяти казнённого боевиками ИГИЛ смотрителя Пальмиры Халеда Асаада и российского офицера и героя РФ Александра Прохоренко, погибшего при освобождении Пальмиры от ИГИЛ. Говоря о замысле гуманитарной акции, Гергиев упомянул роль «людей, которые видят, как Россия сегодня может и как должна себя вести в международном поле». Перед исполнением музыки зрители и участники концерта слушали по видеосвязи речь Владимира Путина. Мероприятие транслировалось в России и других странах. Для проведения концерта был изменён график тура Пасхального фестиваля (однако концерты 4 и 6 мая с участием тех же музыкантов состоялись). Поездка считалась опасной, и Гергиев предложил участие в этом концерте только мужчинам из оркестра.
Входит в состав Общественного совета при Следственном комитете Российской Федерации.
В ходе президентских выборов 2018 года был доверенным лицом Владимира Путина.
С 2018 года — член Совета при Президенте Российской Федерации по культуре и искусству.
18 марта 2022 года Гергиев выступил в «Лужниках» на митинге-концерте в честь годовщины аннексии Крыма и в поддержку военной агрессии России против Украины.
24 февраля 2022 года мэр Милана и директор миланского театра Ла Скала призвали Гергиева выразить свою позицию по поводу российского вторжения на Украину, фактически — осудить действия России в Украине, в противном случае сотрудничество с ним будет прекращено (ближайший спектакль «Пиковая дама», которым дирижирует Гергиев, был запланирован в афише на 5 марта). В этот же день, накануне серии концертов, начало которых было запланировано 25 февраля, о прекращении сотрудничества с Гергиевым объявили нью-йоркский Карнеги-холл и Венский филармонический оркестр. До этого концерты Гергиева уже неоднократно бойкотировались политическими активистами в США за поддержку политики Владимира Путина.
1 марта 2022 года Гергиев отстранён от должности главного дирижёра Мюнхенского филармонического оркестра из-за отказа выступить с осуждением российского вторжения на Украину. За день до этого от работы с Гергиевым отказался его менеджер Маркус Фельснер. В Германии от сотрудничества с Гергиевым помимо Мюнхенского оркестра отказались Эльбская филармония в Гамбурге и Баварская государственная опера. 11 марта 2022 года на Дипломатическом форуме в Анталье о случае с Гергиевым упомянул президент Турции Реджеп Эрдоган. Назвав нападки на русскую культуру и на живущих на Западе людей русского происхождения «неприемлемым фашистским подходом», он осудил ситуацию, когда «дирижёр в Германии и друг Путина увольняется лишь за то, что он друг Путина».
В июне 2022 года на площадке Петербургского международного экономического форума Гергиев, в частности, сказал:
С 24 февраля я не сделал ни одного комментария политического характера. <…> Я считаю, что мы вступили в период нашей истории, который открыл громадный новый потенциал и новые смыслы. <…> Я нахожу, что Россия неожиданно получила шанс, помимо всего, что обсуждает весь мир в связи с Россией, с решениями, которые принимаются, получила огромный шанс по-настоящему взглянуть на то, что происходит здесь. Мы должны максимально использовать эту возможность и сделать суммарно что-то очень крупное, что будет держать нас не только крепко стоящими на земле. Когда ты силён дома — ты силён в мире.Валерий Гергиев

### Строительство станции метро «Театральная»
Неоднократно выступал против строительства станции метро «Театральная» под Театральной площадью в Санкт-Петербурге и размещение вестибюля на ней, опасаясь за облик площади и сохранность исторических зданий Мариинского театра и Консерватории.
В 2020 году Гергиев жаловался на «ощущаемые в театре шумы и вибрацию, особенно на верхней репетиционной сцене»; также в здании появились трещины и другие следы деформации. Чтобы понять, в какой степени строительные работы, проводимые «Ленметрогипротрансом» и ОАО «Метрострой» («Метрострой Северной Столицы» после банкротства последнего), представляют опасность зданиям, театром было заказано независимое обследование. Также была проведена государственная экспертиза, постановившая, что уровни развития деформационных процессов не представляют угрозы для несущих конструкций здания, а сами деформации находятся на уровне граничных значений и стройку, с необходимыми предосторожностями, можно продолжать.
В том же 2020 году добился того, что выход не будет строиться на Театральной площади (именно этот вариант из трёх предложенных выбрало большинство проголосовавших на странице Комитета по развитию транспортной инфраструктуры в соцсети «ВКонтакте»). Несмотря на обеспокоенность Гергиева, летом 2024 года под Театральной площадью (в 11,3 м от здания консерватории и примерно в 13 м от памятника Римскому-Корсакову) началось бурение технологической скважины глубиной 54,5 м.

## Состояние и активы
По подсчётам журнала Forbes стал наиболее финансово успешным российским музыкантом 2012 года (16,5 млн дол.), обойдя Григория Лепса и Стаса Михайлова, занявших соответственно 2-е и 3-е места В 2014 и 2015 году являлся самым состоятельным деятелем культуры в России.
Владеет 15 % акций производителя мяса индейки «Евродон», в 2014 году выручка которого составляла 4,75 млрд руб., а чистая прибыль — 333 млн руб. В 2003 году помог основателю компании и соотечественнику Вадиму Ванееву встретиться с председателем правления банка ВТБ Андреем Костиным, чья финансовая организация в дальнейшем выдала кредит для создания производства. Сам Ванеев заявлял, что дал Гергиеву акции в подарок, тот опроверг эти слова.
В 2022 году команда Навального нашла у Гергиева квартиру в Нью-Йорке, неподалёку от Линкольн-центра, которую он купил за 2,5 млн долларов, и многочисленную недвижимость в восьми городах Италии на сумму более 100 млн евро, включая сельскохозяйственные угодья, участки коммерческого использования, старинные здания в Венеции: на площади Сан-Марко, где находится знаменитое кафе «Квадри», и два дворца на Гранд-канале — Палаццо Барбариго и часть соседнего с ним Палаццо да Мула Морозини. Все эти объекты не указаны в декларации Гергиева — с 2017 года отчёты о его имуществе не публиковали, хотя он является государственным служащим, руководителем бюджетного театра. Также расследователи выяснили, что в России на него оформлены многие объекты недвижимости: три квартиры общей площадью 670 м² в доме № 12 на Воскресенской набережной в Санкт-Петербурге, квартира на 2-й Тверской-Ямской улице в Москве, дача и собственный концертный зал в посёлке Репино. Согласно информации в официальной прессе, зал был построен на личные средства Гергиева, однако расследование утверждает, что строительство финансировалось из благотворительного фонда, предназначенного для поддержки молодых артистов.

## Личная жизнь

#### Семья
Родители: Абисал Заурбекович Гергиев и Тамара Тимофеевна Лакгуева, две сестры: Светлана и Лариса Гергиева, народная артистка России и Украины. Супруга с 1999 года — Наталья Дзебисова. Их дети: Абисал (род. 2000, пианист; в 2019 году окончил среднюю специальную музыкальную школу Санкт-Петербургской консерватории им. Н. А. Римского-Корсакова по классу Александра Сандлера, по информации на конец 2021 года обучается в США, в бостонской Консерватории Новой Англии по классу Хва Гён Бён), Валерий (род. 2001), Тамара (род. 2003). Также есть внебрачная дочь Наталия (род. 1985), от филолога Елены Остович.

### Хобби
Является футбольным болельщиком. Среди российских футбольных клубов поддерживает петербургский «Зенит» и владикавказскую «Аланию».

## Критика
В апреле 2022 года команда Алексея Навального опубликовала расследование, согласно которому музыкант отмывает деньги через благотворительный фонд своего имени, который должен был помогать молодым талантам Мариинского театра. Сам фонд за 4 года получил около 4 миллиардов рублей в качестве пожертвований от государственных компаний, а его счета Гергиев использует в качестве личного кошелька — оплачивает им походы в рестораны, элитный алкоголь и сигары, перелёты на самолётах, врачей, коммунальные услуги и всё остальное. Кроме того, в фильме демонстрируется недвижимость в США, Италии и других странах, которую Гергиев скрывал в своих декларациях. Их он обязан был предоставлять, так как Мариинский театр является федеральным учреждением культуры (ФГБУК) и финансируется за счёт налогоплательщиков.
Как музыкант Гергиев неоднократно критиковался за недостаточное количество репетиций и поверхностную, поспешную работу с оркестром, особенно как приглашённый дирижёр. Критики также отмечали громкое, грубое звучание оркестра из-за приверженности дирижёра к духовым, и не всегда одобряли его «дрожащий» стиль дирижирования руками. На открытии Байрёйтского фестиваля 2019 Гергиев был освистан, его дирижирование премьерой оперы «Тангейзер» сравнили с «неуверенным бормотанием».
Также Гергиев критиковался за неформальный вид одежды во время выступлений в российской провинции (на больших сценах он обычно дирижирует в пиджаке Неру) и опоздания на выступления как в России, так и за рубежом. Так, в 2020 году в Венской государственной опере за пять минут до начала оперы «Лоэнгрин» Гергиева из-за опоздания заменили на Михаэля Гюттлера. 27 июня 2023 года Гергиев в один вечер продирижировал и оперой, и балетом в Мариинском театре: первый спектакль — «Сказание о невидимом граде Китеже и деве Февронии» — начался в 18:00, и в его антракте Гергиев перешёл в главное здание, чтобы принять участие во втором — «Чудесном мандарине», который начался в 19:00, из-за чего антракт в Мариинском-2 затянулся почти на час. 12 декабря 2024 года на премьере оперы «Саламбо» Мусоргского в Большом (первая постановка в России) заставил публику ждать, на час уехав из театра, во время антракта съездив в концертный зал «ВТБ Арена», где продирижировал песней на стихи Марии Захаровой, получил награду «Золотой граммофон» и вручил сертификат на 1 млн рублей семье осетина, пропавшего без вести на войне на Украине.

### Ценовая политика
В феврале 2024 года, через два месяца после назначения Гергиева на пост гендиректора Большого театра, цены на билеты выросли в 2,5 раза, что в театре объяснили борьбой со спекулянтами. В августе цены в партер Исторической сцены достигли 50 тысяч рублей против 15 тысяч рублей полугодом ранее, что вызвало резкую критику нового руководства театра со стороны зрителей. Возмущение ситуацией высказали Анастасия Волочкова и Георгий Черданцев, который напомнил, что театр является государственным учреждением, но новые цены стали вдвое выше цен в Парижскую оперу. Позднее к критике присоединился и Николай Цискаридзе, заявивший на просветительском форуме «Знание. Первые», что стоимость билета на спектакль не может равняться месячному окладу зрителя. Лишь в середине ноября Валерий Гергиев впервые прокомментировал ситуацию с ценами, сославшись на мировую практику продажи билетов «первого класса, потом бизнес-класс, потом экономкласс, эконом-комфорт и так далее», не уточнив, что имеется в виду.
В декабре 2024 года Большой театр впервые выставил билеты на новогоднее представление балета «Щелкунчик» на торги: так, два билета в партер были проданы за 400 тысяч, а комплект из четырёх билетов — за 1,2 млн руб. По заверениям руководства театра, часть вырученных средств пойдёт на поддержание артистов.

## Санкции
В марте 2022 года Латвия на неопределённый срок запретила Гергиеву въезд на территорию страны в связи с его поддержкой вторжения России на Украину. 19 октября 2022 года включён в санкционный список Украины так как он имеет связи с «представителями правительства России, а также других органов власти/политическими элитами и продолжает получать от этих отношений существенные деловые и юридические выгоды». Ранее Гергиев был внесён ФБК в сокращенный ТОП-200 списка коррупционеров и разжигателей войны как доверенный представитель кандидата в президенты Владимира Путина.
13 июня 2025 внесён в санкционный список Канады лиц, которые по данным Фонда борьбы с коррупцией, поддерживали нападение на Украину, либо извлекали выгоду от войны.
13 октября 2022 года за отказ осудить российское вторжение на Украину и близкие отношения с президентом России Владимиром Путиным Гергиев был лишён звания члена Шведской королевской музыкальной академии.

## Награды и звания

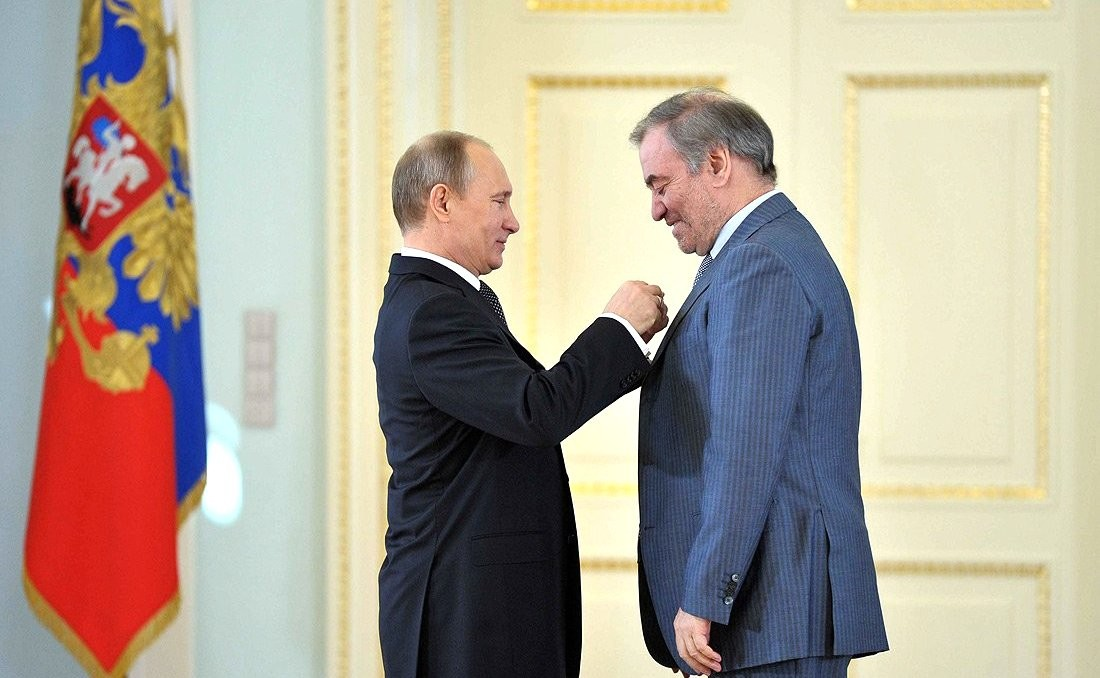
На церемонии награждения званием «Герой Труда Российской Федерации» 1 мая 2013 года

### Российские награды

#### Государственные

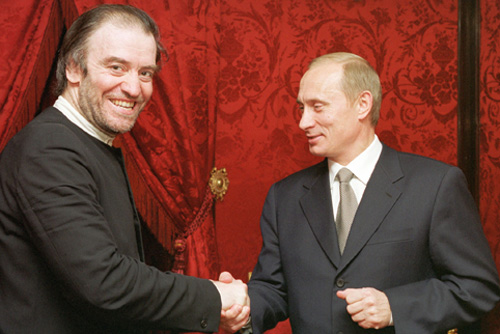

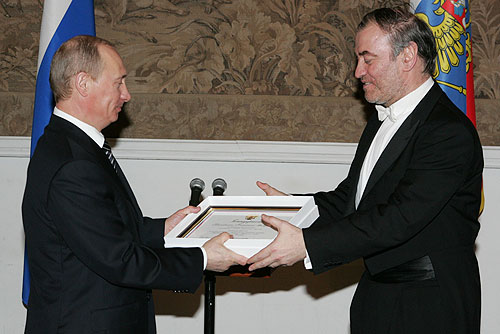

- Герой Труда Российской Федерации (1 мая 2013) — За особые трудовые заслуги перед государством и народом[88]
- Орден Дружбы (12 апреля 2000) — за заслуги перед государством, многолетнюю плодотворную деятельность в области культуры и искусства, большой вклад в укрепление дружбы и сотрудничества между народами[89]
- Орден «За заслуги перед Отечеством» III степени (24 апреля 2003) — за выдающийся вклад в музыкальную культуру[90]
- Медаль «В память 300-летия Санкт-Петербурга» (2003)
- Орден «За заслуги перед Отечеством» IV степени (2 мая 2008) — за большой вклад в развитие отечественного и мирового музыкально-театрального искусства, многолетнюю творческую деятельность[91]
- Благодарность Президента Российской Федерации (15 января 2009) — за проведение концерта Большого симфонического оркестра Мариинского театра под руководством Валерия Гергиева в поддержку пострадавших в период грузино-осетинского конфликта жителей города Цхинвала[92]
- Орден Александра Невского (4 июля 2016) — за особые заслуги в подготовке и проведения гуманитарных внешнеполитических акций, способствующих укреплению мира и дружбы между народами[93]
- Орден «За заслуги перед Отечеством» II степени (2 мая 2023) — за большой вклад в развитие отечественной культуры и искусства, многолетнюю плодотворную деятельность[94]

#### Ведомственные и региональные
- Медаль «За доблестный труд» (2009, Татарстан) — за плодотворное сотрудничество с Республикой Татарстан, активное участие в реализации республиканских проектов в области культуры, выдающийся вклад в развитие отечественного и мирового музыкального искусства[95]
- Орден Почёта Кузбасса (17 сентября 2012, Кемеровская область) — за большой личный вклад в развитие искусства России и Кузбасса, высочайший уровень исполнительского мастерства и укрепление культурных связей регионов России[96]
- Медаль «Герой Кузбасса» (22 октября 2014, Кемеровская область) — за значительные заслуги и достижения в концертной и просветительской деятельности, а также за большой личный вклад в развитие и сохранение классического искусства[97]
- Орден «Слава Осетии» (14 мая 2016, Северная Осетия — Алания) — за выдающийся вклад в развитие музыкального искусства Республики Северная Осетия-Алания[98]
- Медаль «За освобождение Пальмиры» (16 мая 2016, Минобороны России)[99]
- Премия Министерства обороны Российской Федерации в области культуры и искусства (2016) — за культурно-просветительские проекты[100]
- Почётный знак отличия «За заслуги перед Санкт-Петербургом» (2018, Санкт-Петербург)[101].
- Нагрудный знак «За вклад в российскую культуру» (11 июня 2019, Министерство культуры Российской Федерации)[102] 88000245
- Орден «Народное признание» — «Адамы Хорзах» (29 сентября 2019, Северная Осетия-Алания)[103]
- Орден Славы III степени (2023, Республика Мордовия)[104]
- Почётный знак «За добросовестный труд и профессионализм» (5 мая 2023, Воронежская область) — за многолетнюю плодотворную творческую деятельность и большой личный вклад в развитие отечественной культуры и искусства
- Знак отличия «За вклад в развитие Ленинградской области» (25 марта 2024, Ленинградская область)[105]
- Медаль Николая Масалова (2 мая 2024, Кемеровская область)[106]
- Почётная грамота Правительства Российской Федерации (19 ноября 2024) — за большой вклад в подготовку и проведение X Санкт-Петербургского международного форума объединённых культур[107]

### Иностранные награды
- Медаль «Данк» (19 октября 1998, Кыргызстан) — за большой вклад в развитие кырзгызско-российского культурного сотрудничества[108]
- Великий офицер ордена «За заслуги перед Итальянской Республикой» (26 января 2001, Италия)[109]
- Крест I класса ордена «За заслуги перед Федеративной Республикой Германия» (2001, Германия) — за личный вклад в популяризацию музыки немецких композиторов
- Орден «Данакер» (3 июля 2001, Кыргызстан) — за большой вклад в развитие кыргызско-российского культурного сотрудничества[110]
- Кавалер ордена искусств и литературы (2003, Франция)[111]
- Рыцарь ордена Нидерландского льва (2005, Нидерланды)[112]
- Медаль Pro Mikkeli (2005, г. Миккели, Финляндия)[113][114]
- Орден Восходящего солнца с золотыми лучами и лентой (2006, Япония)[115]
- Командор ордена Льва Финляндии (2006, Финляндия)[116]
- Орден князя Ярослава Мудрого V степени (10 мая 2006, Украина) — за весомый личный вклад в развитие культурных связей между Украиной и Российской Федерацией, высокий профессионализм и многолетнюю плодотворную творческую деятельность[117][118]
- Серебряная медаль Валенсии (2006, Испания)[119][120]
- Офицер ордена Почётного легиона (2007, Франция)[121]
- Медаль имени Йохана ван Олденбарнефелта (2008, Роттердам, Нидерланды)[17]
- Орден Дружбы (4 мая 2008, Южная Осетия) — за особо плодотворную деятельность по сближению и взаимообогащению культур наций и народностей, укреплению мира и дружественных отношений между государствами[122]
- Золотая медаль «За заслуги в культуре Gloria Artis» (6 ноября 2008, Польша)[123][124]
- Орден Святого Месропа Маштоца (2009, Армения) — за вклад в развитие армяно-российских культурных связей[125]
- Орден «Уацамонга» (29 января 2009, Южная Осетия) — за проявленное мужество и высокий патриотизм, неоценимую помощь и поддержку народа Южной Осетии в период ликвидации последствий грузинской агрессии в августе 2008 года[126]
- Почётный знак МИД Польши «Bene Merito» (2012, Польша)[127]
- Командор ордена Леопольда II (2012, Бельгия)[128]
- Почётный знак Президента Болгарии (2017, Болгария) — за вклад в развитие болгарской культуры и духовности[129]
- Орден «Святые Кирилл и Мефодий» I степени (4 сентября 2017, Болгария) — за большие заслуги в области культуры и искусства и за вклад в укрепление культурных связей между Республикой Болгария и Российской Федерацией[130][131]
- Серебряный Орден «За заслуги»[словен.] (11 августа 2017, Словения) — за вклад в обогащение словенского культурного пространства лучшими музыкальными произведениями[132][133]
- Великий офицер ордена Звезды Италии (2 июня 2018, Италия) — за выдающийся и постоянный вклад в развитие итало-российских культурных связей[134][135]
- Медаль «270 лет Первому посольству Осетии в Петербурге» (2019, Южная Осетия) — за большой личный вклад в развитие и укрепление дружественных отношений между народами Республики Южная Осетия и Российской Федерации и в связи с празднованием 270-летия Первого посольства Осетии в Петербурге[136]
- Командор ордена Дубовой короны (15 сентября 2019, Люксембург) — за активное и многолетнее участие в развитии культурных связей между Люксембургом и Российской Федерацией[137]

### Церковные награды
- Орден святого равноапостольного князя Владимира (2001, Украинская Православная Церковь)[138]
- Орден святого благоверного князя Даниила Московского III степени (2003, Русская Православная Церковь)
- Медаль преподобного Сергия Радонежского I степени (2010, Русская Православная Церковь)[139]
- Орден святого благоверного князя Даниила Московского II степени (2013, Русская Православная Церковь)[140]
- Медаль иконы Божьей Матери «Достойно есть» I степени (2023, Альметьевская епархия Русской Православной Церкви)[141]

### Общественные награды
- орден «Адæмы Хорзæх» (2019, МОД «Высший Совет Осетин»)[142]
- Памятная золотая медаль «Ветка оливы с бриллиантами» (Российско-Армянский (Славянский) государственный университет)[143]

### Почётные звания
- Заслуженный деятель искусств РСФСР (5 июля 1983) — за заслуги в области советского искусства и в связи с 200-летием Ленинградского государственного академического театра оперы и балета имени С. М. Кирова[144]
- Народный артист Российской Федерации (20 июня 1996) — за большие заслуги в области искусства[5]
- Народный артист Украины (19 апреля 2004) — за весомый личный вклад в развитие культурных связей между Украиной и Российской Федерацией, многолетнюю плодотворную творческую деятельность[145]
- Народный артист Республики Северная Осетия — Алания ([источник не указан 2235 дней])
- Заслуженный деятель Казахстана (2011)[146]
- Народный артист Республики Мордовия ([источник не указан 1378 дней])
- Звание «Дирижёр года» (1994) присуждено решением жюри международной организации «International Classical Music Awards» ([источник не указан 2235 дней])
- Почётный профессор МГУ им. М. В. Ломоносова (2001)[147]
- Почётный доктор Санкт-Петербургского государственного университета (2001) ([источник не указан 2235 дней])
- Почётный гражданин Владикавказа (2003) ([источник не указан 2235 дней])
- Почётный гражданин Санкт-Петербурга (2007)[148]
- Почётный гражданин Лиона ([источник не указан 2235 дней])
- Почётный гражданин Тулузы ([источник не указан 2235 дней])
- Звание «Артист ЮНЕСКО во имя мира» (2003) ([источник не указан 2235 дней])
- Почётный дирижёр Роттердамского филармонического оркестра (2008)[17]
- Член Шведской королевской музыкальной академии (2011) ([источник не указан 2235 дней])
- Почётный доктор МГУ им. М. В. Ломоносова (2012)[149]
- Почётный гражданин Беломорска (2014) ([источник не указан 2235 дней])
- Почётный доктор наук Национальной музыкальной академии имени профессора Панчо Владигерова (2017)[129]
- Почётный гражданин Северной Осетии (2019)[150]

### Премии
- Государственная премия Российской Федерации (1993) — За программы фестивалей, посвященных 150-летию М. П. Мусоргского в 1989 году и 100-летию С. С. Прокофьева в 1991 году
- Государственная премия Российской Федерации (1998) — За спектакли Государственного академического Мариинского театра «Парсифаль», «Летучий голландец» Р. Вагнера, «Лебединое озеро» П. И. Чайковского, «Симфония до мажор» Ж. Бизе, «Умирающий лебедь» К. Сен-Санса
- Лауреат Премии Президента Российской Федерации в области литературы и искусства 2001 (30 января 2002)[151]
- Государственная премия Российской Федерации (2016) — За выдающиеся достижения в области гуманитарной деятельности
- Премия Правительства Российской Федерации в области культуры (2015)
- Лауреат театральной премии «Золотая маска» в номинации «работа дирижера» в операх:
  - «Игрок», Мариинский театр (1997)
  - «Парсифаль», Мариинский театр (1998)
  - «Летучий голландец», Мариинский театр (1999)
  - «Валькирия», Мариинский театр (2002)
- Четырёхкратный лауреат театральной премии Санкт-Петербурга «Золотой софит» (1997, 1998, 2000 и 2003)
- Лауреат премии им. Д. Шостаковича (Фонд Юрия Башмета, 1997)[152]
- Российская оперная премия «Casta diva» за лучший спектакль — «Парсифаль» (1998)
- Лауреат Царскосельской художественной премии (1999)
- Лауреат премии Шведской королевской музыкальной академии Polar Music Prize[153] (2006)
- Лауреат премии имени Герберта фон Караяна (Баден-Баден, 2006)
- Лауреат премии Фонда американо-российского культурного сотрудничества (2006)
- Премия имени Коста Хетагурова (Северная Осетия) (2009)
- Международная премия «Балтийская звезда» (2013)[154]
- Международная премия имени Сергея Рахманинова (2015)
- Премия Chromy award (2018, Люксембургский Институт сознания)[155]
- Лауреат театральной премии «Золотая маска» в номинации «За выдающийся вклад в развитие театрального искусства» (2022)[156]

## Документальные фильмы и телепередачи
- «Валерий Гергиев в программе „Познер“» («Первый канал», 2013)[157]
- «Мариинский театр и Валерий Гергиев» («Первый канал», 2013)[158]
- «Соломон Волков: Диалоги с Валерием Гергиевым» («Первый канал», 2018)[159][160][161]
- «Валерий Гергиев. „Артист мирового масштаба“» («Мир», 2018)[162]
- «Дирижёр путинской войны» («Алексей Навальный», 2022)[163]